# Conservación marina

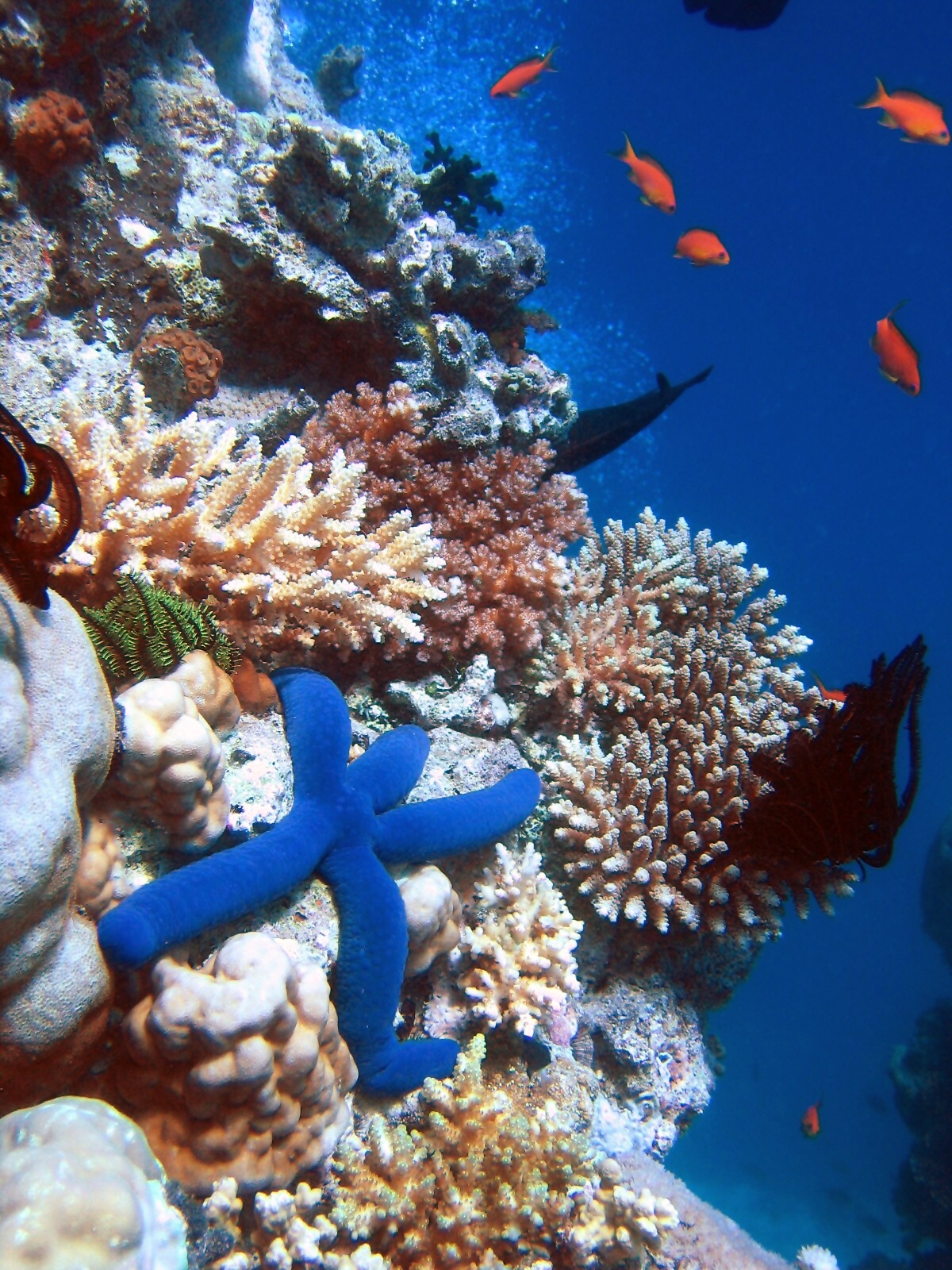
Los arrecifes de coral poseen una gran cantidad de biodiversidad.

La conservación marina, también conocida como conservación de los océanos, es la protección y preservación de los ecosistemas en los océanos y mares a través de una gestión planificada para evitar la sobreexplotación de estos recursos. La conservación marina se basa en el estudio de las plantas y los recursos animales marinos y las funciones de los ecosistemas, y está impulsada por la respuesta a los efectos negativos manifestados que se perciben en el medio ambiente, como la pérdida de especies, la degradación del hábitat y los cambios en las funciones de los ecosistemas, y se centra en limitar los daños de la actividad humana a los ecosistemas marinos, restaurando los ecosistemas marinos dañados y preservando especies y ecosistemas vulnerables de la vida marina. La conservación marina es una disciplina relativamente nueva que se ha desarrollado como respuesta a cuestiones biológicas como la extinción y el cambio de los hábitats marinos.
Los conservacionistas marinos se basan en una combinación de principios científicos derivados de la biología marina, la ecología, la oceanografía y la ciencia pesquera, así como en factores humanos, como la demanda de recursos marinos, el derecho marítimo, la economía y la política, a fin de determinar cómo proteger y conservar mejor las especies y los ecosistemas marinos. La conservación marina puede describirse como una subdisciplina de la biología de la conservación. La conservación marina se ha abordado en el objetivo de desarrollo sostenible 14 que garantiza el uso sostenible de los recursos marinos para el desarrollo sostenible.

## Arrecifes de coral
Los arrecifes de coral son el epicentro de inmensas cantidades de biodiversidad y son un actor clave en la supervivencia de ecosistemas completos. Proporcionan alimento, protección y refugio que mantienen vivas a generaciones de especies marinas. Además, los arrecifes de coral son una parte integral del sustento de la vida humana al servir como fuente de alimento (es decir, peces y moluscos), así como un espacio marino para el ecoturismo que brinda beneficios económicos. Además, los seres humanos ahora realizan investigaciones sobre el uso de corales como nuevas fuentes potenciales de productos farmacéuticos (es decir, esteroides y medicamentos antiinflamatorios).
Desafortunadamente, debido al impacto humano en los arrecifes de coral, estos ecosistemas se están degradando cada vez más y necesitan conservación. Las mayores amenazas incluyen la sobrepesca, las prácticas pesqueras destructivas, la sedimentación y la contaminación de fuentes terrestres. Esto, junto con el aumento de carbono en los océanos, la decoloración de los corales y las enfermedades, implica la inexistencia de arrecifes vírgenes en ninguna parte del mundo. Hasta el 88 % de los arrecifes de coral en el sudeste asiático ahora están amenazados, y el 50 % de esos arrecifes tienen un riesgo «alto» o «muy alto» de desaparecer, lo que afecta directamente la biodiversidad y la supervivencia de las especies que dependen del coral.
Esto es especialmente dañino para naciones insulares como Samoa, Indonesia y Filipinas, porque muchas personas allí dependen de los ecosistemas de arrecifes de coral para alimentar a sus familias y obtener ingresos económicos. Sin embargo, muchos pescadores no pueden capturar tantos peces como antes, por lo que cada vez utilizan más cianuro y dinamita en la pesca, lo que degrada aún más el ecosistema de los arrecifes de coral. Esta perseverancia de los malos hábitos simplemente conduce a una mayor disminución de los arrecifes de coral y, por lo tanto, perpetúa el problema. Una forma de detener este ciclo es educar a la comunidad local sobre por qué es importante la conservación de los espacios marinos que incluyen arrecifes de coral.

## Impacto humano
El aumento de las poblaciones humanas ha resultado en un mayor impacto humano en los ecosistemas. Las actividades humanas han resultado en un aumento de la tasa de extinción de especies, lo que ha provocado una importante disminución de la diversidad biológica de plantas y animales en nuestro medio ambiente. Estos impactos incluyen una mayor presión de la pesca, incluida la degradación de los arrecifes y la sobrepesca, así como la presión de la industria del turismo, que ha aumentado en los últimos años. El deterioro de los arrecifes de coral está relacionado principalmente con las actividades humanas: el 88 % de los arrecifes están amenazados por varios motivos, como los enumerados anteriormente, que incluyen cantidades excesivas de emisiones de CO2 (dióxido de carbono). Los océanos absorben aproximadamente 1/3 del CO2 producido por los humanos, lo que tiene efectos perjudiciales para el medio ambiente marino. Los crecientes niveles de CO2 en los océanos cambian la química del agua de mar al disminuir el pH, lo que se conoce como acidificación del océano.

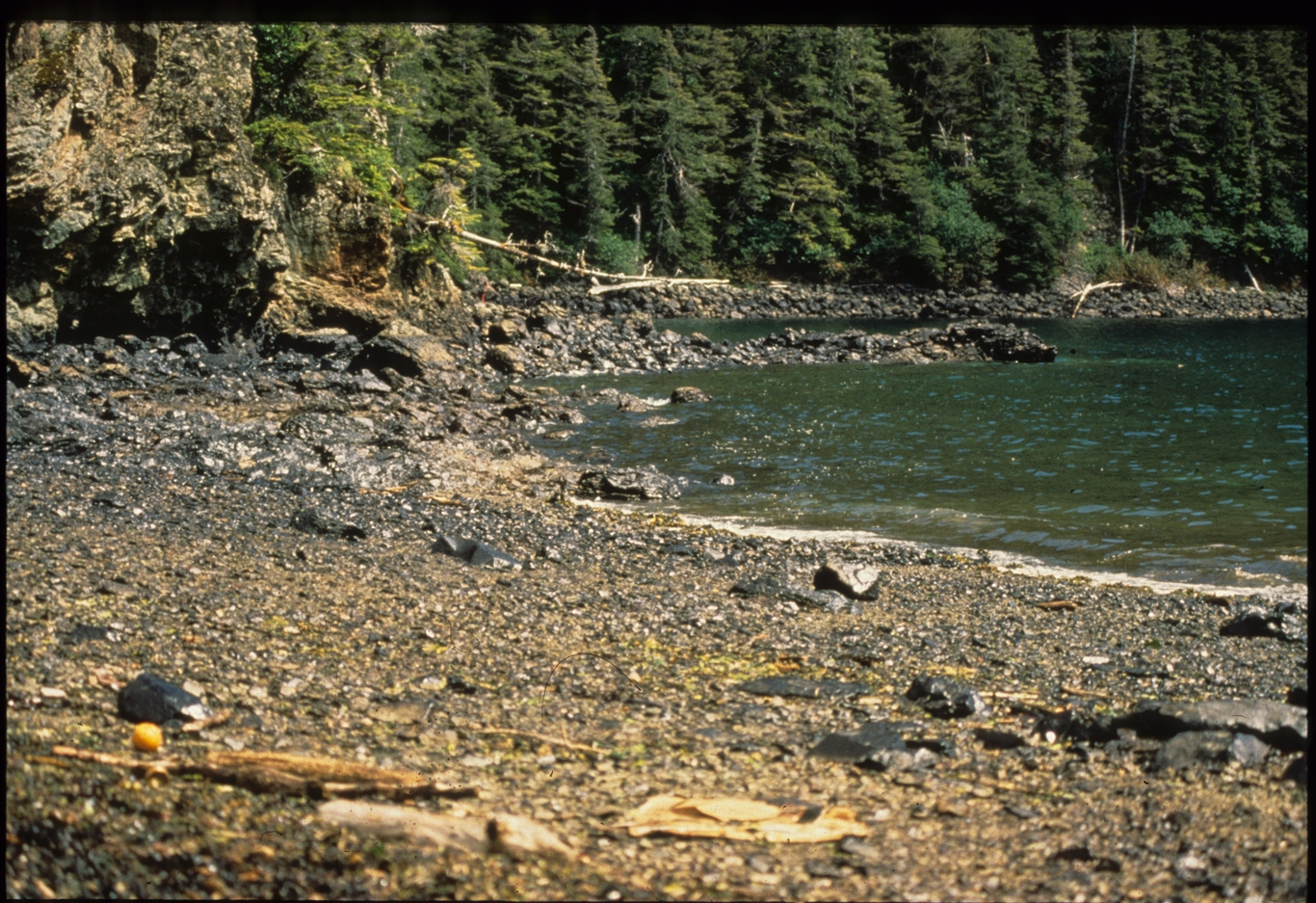
Los restos del derrame de petróleo del Exxon Valdez tras el segundo tratamiento por parte de trabajadores del derrame de petróleo en Alaska

Los derrames de petróleo también impactan los ambientes marinos, contribuyendo a la contaminación marina como resultado de la actividad humana. Los efectos del petróleo en los peces marinos se han estudiado después de grandes derrames en los Estados Unidos.
El transporte marítimo es un vector importante para la introducción de especies marinas exóticas, algunas de las cuales pueden volverse sobreabundantes y transformar los ecosistemas. Las colisiones con barcos también pueden ser fatales para las ballenas y pueden afectar la viabilidad de poblaciones enteras, incluida la población de ballenas francas frente a la costa este de los Estados Unidos.

### Sobrepesca
La sobrepesca es una de las principales causas de la disminución de la población de vida silvestre del océano en los últimos años. La Organización de las Naciones Unidas para la Agricultura y la Alimentación informó que el porcentaje de las poblaciones de peces del mundo que se encuentran en niveles biológicamente sostenibles ha disminuido del 90 % en 1974 al 65,8 % en 2017. La sobrepesca de estas grandes pesquerías destruye el medio ambiente marino y amenaza el sustento de miles de millones que dependen del pescado como proteína o como fuente de ingresos para su captura y venta.
Según el Fondo Mundial para la Naturaleza, la pesca ilegal, no declarada y no reglamentada es un factor importante en la sobrepesca. Se estima que la pesca ilegal representa hasta el 30 % de la captura de algunas especies de alto valor, y se estima que la industria tiene un valor de 36 mil millones USD por año.

### Sobreabundancia
La sobreabundancia puede ocurrir cuando la población de una determinada especie no puede controlarse de forma natural o mediante la intervención humana. La dominación de una especie puede crear un desequilibrio en un ecosistema, lo que puede conducir a la desaparición de otras especies y del hábitat. La sobreabundancia ocurre predominantemente entre las especies invasoras.

#### Especies introducidas
El comercio marítimo internacional ha llevado al establecimiento de muchas especies marinas más allá de sus áreas de distribución nativas. Algunos de estos pueden tener consecuencias adversas, como la estrella de mar del Pacífico Norte que se introdujo en Tasmania, Australia. Los vectores de translocación de organismos incluyen la contaminación biológica del casco, el vertido de agua de lastre y el vertido de agua de acuarios marinos. Se estima que un tanque de agua de lastre contiene alrededor de 3000 especies no autóctonas. Una vez establecido, es difícil erradicar un organismo exótico de un ecosistema.
La Bahía de San Francisco es uno de los lugares del mundo más impactados por especies foráneas e invasoras. Según la organización Baykeeper, el 97 % de los organismos en la Bahía de San Francisco se han visto comprometidos por las 240 especies invasoras que se han introducido en el ecosistema. Las especies invasoras de la bahía, como la almeja asiática, han cambiado la red alimentaria del ecosistema al agotar las poblaciones de especies nativas, como el plancton. La almeja asiática obstruye las tuberías y, por ende, el flujo de agua en las instalaciones de generación eléctrica. Su presencia en la Bahía de San Francisco le ha costado a los Estados Unidos un estimado de mil millones USD en daños.

## Técnicas

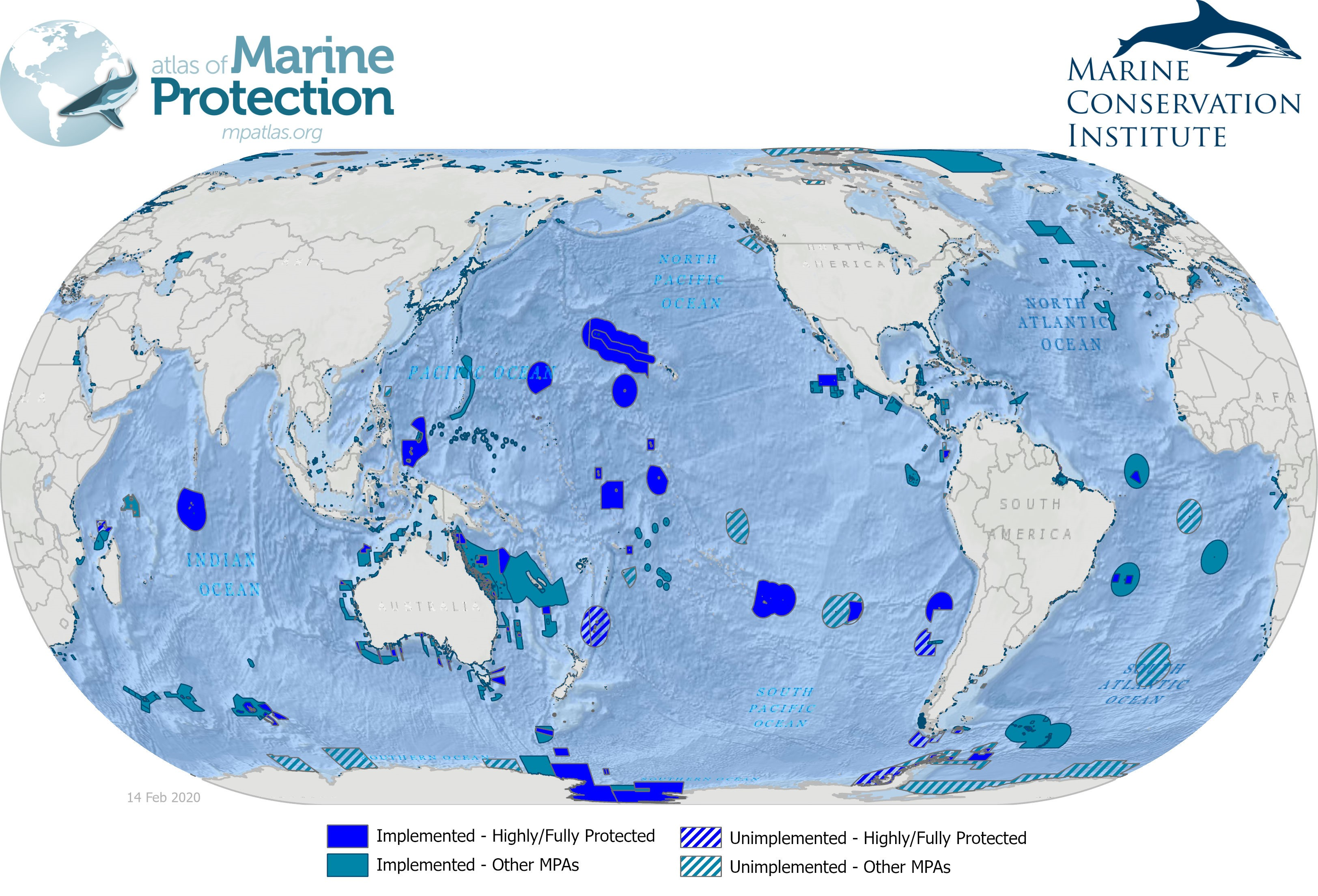
Áreas marinas protegidas en 2020. Información proveniente de MPAtlas

Las estrategias y técnicas para la conservación marina tienden a combinar disciplinas teóricas, como la biología de poblaciones, con estrategias prácticas de conservación, como el establecimiento de áreas protegidas, como las áreas marinas protegidas (AMP) o Áreas de Conservación Marina Voluntaria. Estas áreas protegidas pueden establecerse por una variedad de razones y tienen como objetivo limitar el impacto de la actividad humana. Su funcionamiento incluye áreas que tienen cierres estacionales y/o cierres permanentes, así como múltiples niveles de zonificación que permiten a las personas realizar diferentes actividades en áreas separadas; incluyendo zonas de velocidad, prohibidas y de usos múltiples. Otras técnicas incluyen el desarrollo de pesquerías sostenibles y la restauración de las poblaciones de especies en peligro de extinción a través de medios artificiales.
Otro enfoque de los conservacionistas es reducir las actividades humanas que son perjudiciales para los ecosistemas marinos o las especies a través de políticas, técnicas como «cuotas de pesca», como las establecidas por la Organización de Pesca del Atlántico Noroeste, o leyes como las que se enumeran a continuación. Reconocer la economía involucrada en el uso humano de los ecosistemas marinos es clave, al igual que la educación del público sobre temas de conservación. Esto incluye educar a los turistas que vienen a una área que quizás no estén familiarizados con ciertas regulaciones relacionadas con el hábitat marino. Un ejemplo de esto es un proyecto llamado Green Fins con sede en el sudeste asiático que utiliza la industria del buceo para educar al público. Este proyecto, implementado por el PNUMA, alienta a los operadores de buceo a educar a sus estudiantes sobre la importancia de la conservación marina y alentarlos a bucear de una manera respetuosa con el medio ambiente que no dañe los arrecifes de coral o los ecosistemas marinos asociados.
Los científicos dividen el proceso en unas pocas partes, y hay varias técnicas en cada parte. En el marcado y captura, las técnicas normales incluyen técnicas de sujeción en pinnípedos, sujeción química e inmovilización en pinnípedos, técnicas de captura-liberación de cetáceos y técnicas de sujeción y manipulación. Recientemente, algunos enfoques novedosos incluyen técnicas de teledetección para modelar la exposición de ecosistemas marino-costeros a penachos de inundaciones fluviales e iconografía avanzada.
Las técnicas también incluyen muchos métodos basados en las ciencias sociales. Muchos investigadores han encontrado la efectividad de la conservación marina a través del cambio causado por eventos sociales y fomentan el desarrollo del turismo sostenible para aumentar la conciencia pública al respecto. Los investigadores sugieren integrar la gestión consuetudinaria en la conservación marina y enfatizan que existen diferencias prácticas y conceptuales entre la gestión consuetudinaria y la conservación contemporánea que a menudo han llevado a intentos fallidos de hibridar estos sistemas. Otros han sugerido que para integrar la conservación marina y el turismo, el establecimiento de áreas de conservación puede ayudar a reducir los conflictos. La zonificación de las áreas protegidas permite la agrupación de áreas compatibles en zonas específicas y la separación de áreas incompatibles. Las técnicas comunes para llamar la atención del público en general también incluyen la exposición al concepto de la huella de carbono y educar a las personas para que elijan alimentos sostenibles y usen menos productos plásticos.

## Tecnología
Las tecnologías de conservación marina se utilizan para proteger organismos y/o hábitats marinos amenazados o en peligro de extinción. Estas tecnologías son innovadoras y revolucionarias porque reducen la captura incidental, aumentan la supervivencia y la salud de la vida marina y el hábitat, y benefician a los pescadores que dependen de los recursos para obtener ganancias. Los ejemplos de tecnologías incluyen áreas marinas protegidas (AMP), dispositivos excluidores de tortugas (TED), unidad de grabación autónoma, etiqueta de archivo satelital emergente e identificación por radiofrecuencia (RFID). La practicidad comercial juega un papel importante en el éxito de la conservación marina porque es necesario satisfacer las necesidades de los pescadores y al mismo tiempo proteger la vida marina.
La etiqueta de archivo satelital emergente (PSAT o PAT) juega un papel vital en la conservación marina al brindar a los biólogos marinos la oportunidad de estudiar animales en sus entornos naturales. Estos se utilizan para rastrear los movimientos de animales marinos (generalmente grandes, migratorios). Un PSAT es una etiqueta de archivo (o registrador de datos) que está equipado con un medio para transmitir los datos recopilados por satélite. Aunque los datos se almacenan físicamente en la etiqueta, su principal ventaja es que no es necesario recuperarlos físicamente como una etiqueta de archivo para que los datos estén disponibles, lo que la convierte en una herramienta independiente viable para los estudios de comportamiento animal. Estas etiquetas se han utilizado para rastrear los movimientos del pez luna, el marlín, los tiburones azules, el atún rojo, el pez espada y las tortugas marinas. Los datos de ubicación, profundidad, temperatura y movimiento corporal se utilizan para responder preguntas sobre patrones migratorios, movimientos de alimentación estacionales, hábitos diarios y supervivencia después de la captura y liberación.
Los dispositivos excluidores de tortugas (DET) eliminan una gran amenaza para las tortugas en su entorno marino. Muchas tortugas marinas son capturadas, lesionadas o muertas accidentalmente por la pesca. En respuesta a esta amenaza, la Administración Nacional Oceánica y Atmosférica (NOAA) trabajó con la industria de arrastre de camarones para crear los DET. Al trabajar con la industria, aseguraron la viabilidad comercial de los dispositivos. Un DET es una serie de barras que se colocan en la parte superior o inferior de una red de arrastre, ajustando las barras en el «cuello» de la red de arrastre de camarones y actuando como un filtro para garantizar que solo pasen animales pequeños. Los camarones serán capturados, pero los animales más grandes, como las tortugas marinas, que sean capturados por el arrastrero serán rechazados por la función de filtro de las barras.
Del mismo modo, las tecnologías intermedias funcionan para aumentar la población de organismos marinos. Sin embargo, lo hacen sin cambios de comportamiento y abordan los síntomas pero no la causa de las disminuciones. Los ejemplos de tecnologías intermedias incluyen criaderos y escaleras para peces.

## Bibliografía

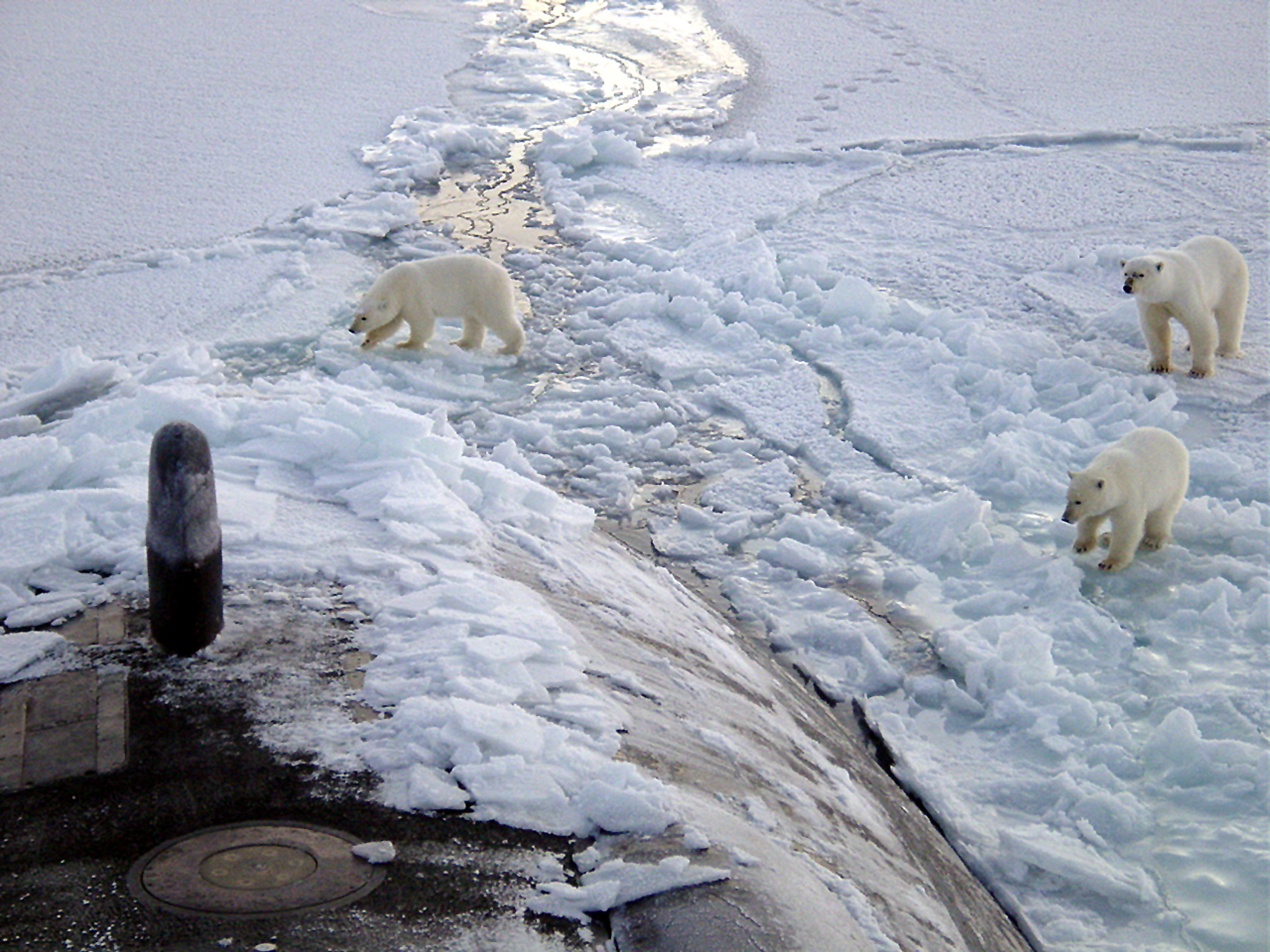
Osos polares en el hielo marino del Océano Ártico, cerca del Polo Norte.